# Потомки королевы Виктории и принца Альберта

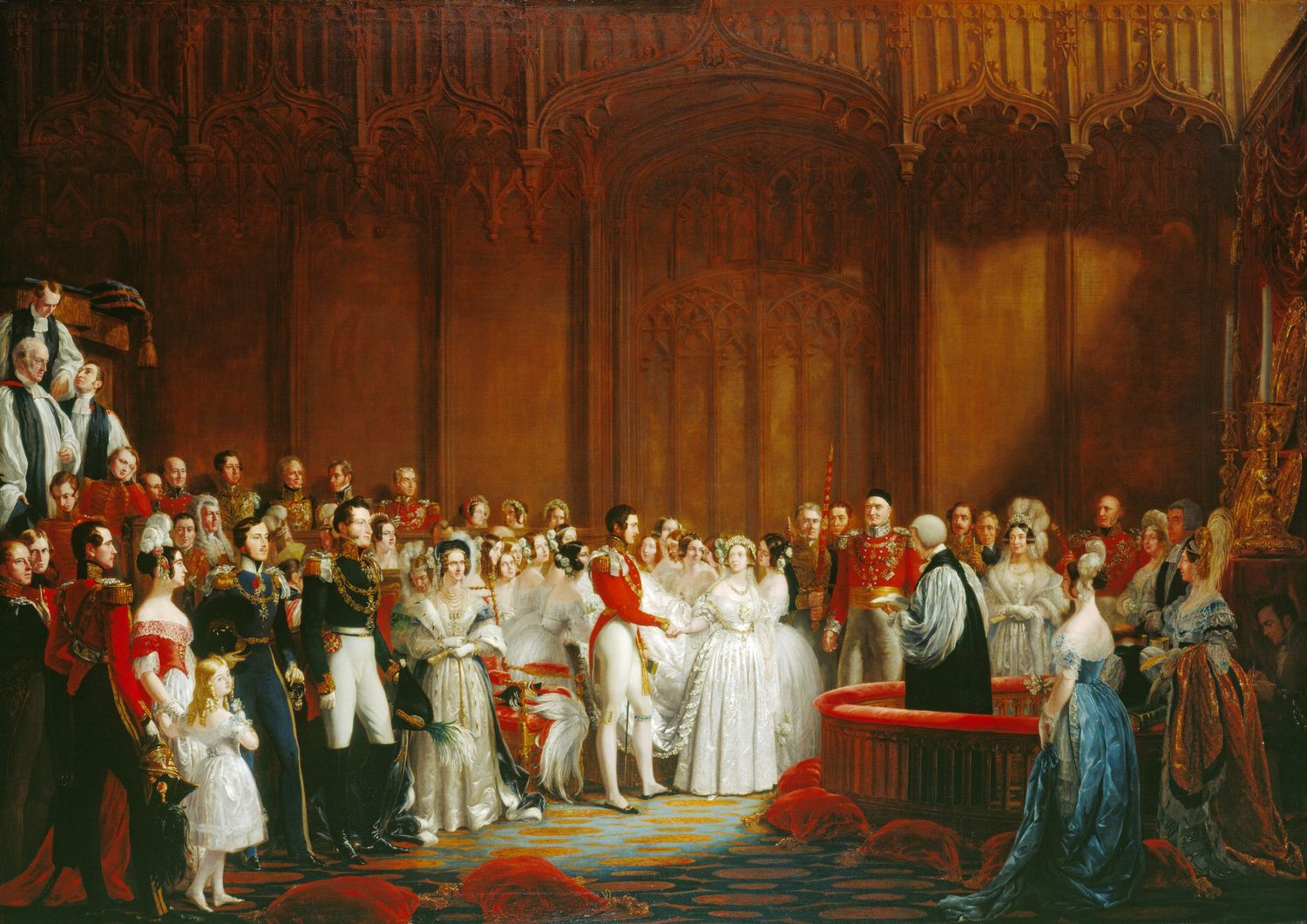
«Брак королевы Виктории, 10 февраля 1840».
Джордж Хейтер 1840—1842

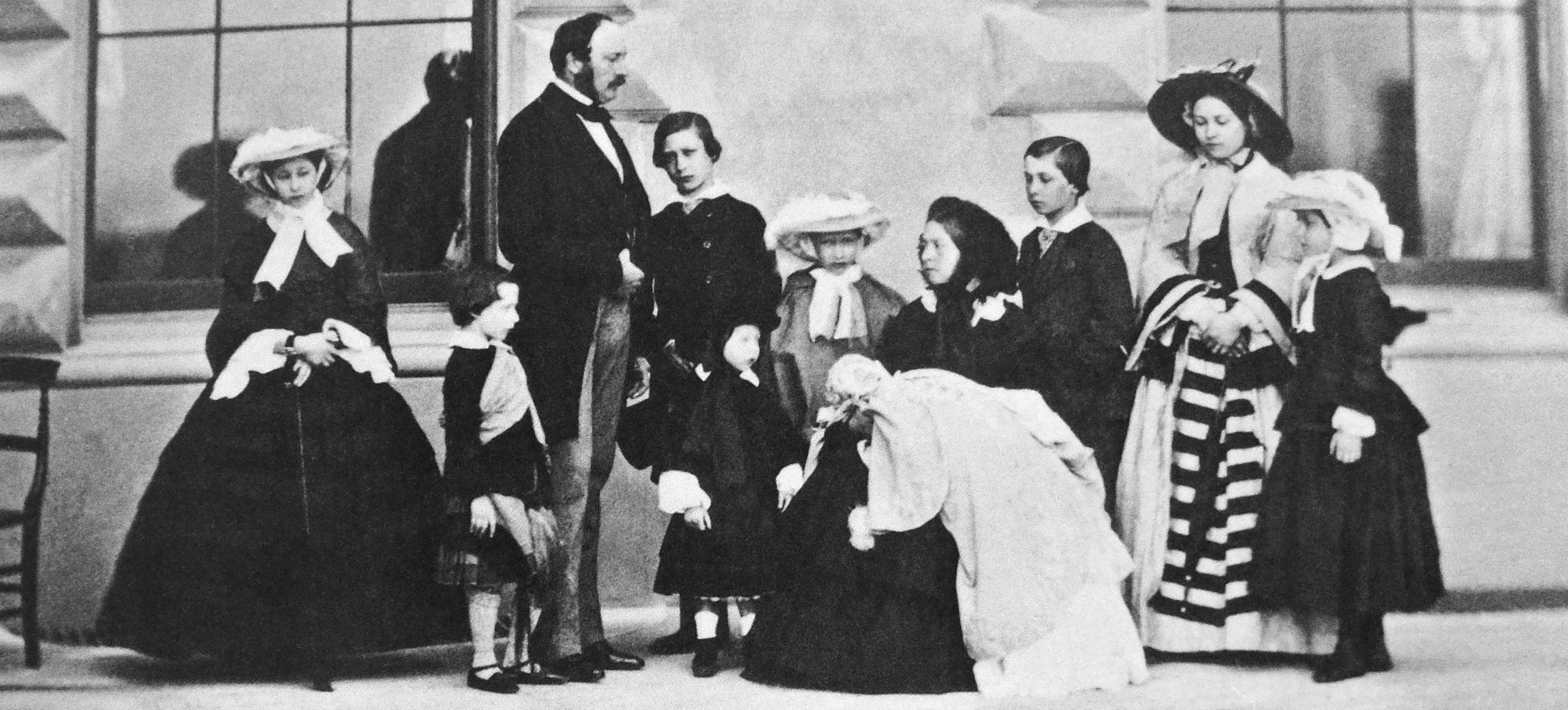
Альберт, Виктория и девять их детей.
Слева направо: Алиса, Артур, принц-консорт Альберт, Альберт-Эдуард, принц Уэльский, Леопольд, Луиза, королева Виктория с принцессой Беатрисой на руках, Альфред, Виктория и Елена

Королева Великобритании и Ирландии Виктория (1819—1901) взошла на престол в возрасте 18 лет в 1837 году после смерти своего дяди короля Вильгельма IV и была коронована 28 июня 1838 года в Вестминстерском аббатстве. В 1840 году она вышла замуж за своего двоюродного брата принца Альберта Саксен-Кобург-Готского (1819—1861). Мать Виктории герцогиня Кентская и отец Альберта герцог Эрнст I были родными сестрой и братом — оба дети Франца, герцога Саксен-Кобург-Заальфельдского и его второй жены принцессы Августы Рейсс-Эберсдофской. Союз между кузенами был организован бельгийским королём Леопольдом I, который приходился дядей как жениху, так и невесте.
Брак королевской четы считался образцовым и очень счастливым, в результате чего Виктория и Альберт имели девять детей, в том числе двух монархов — следующего короля Великобритании и императора Индии Эдуарда VII и германскую императрицу и прусскую королеву Викторию. Все дети супругов, кроме четвёртой дочери Луизы, имели собственных детей. Всего у Виктории и Альберта было 42 внука (20 мужчин и 22 женщины). Первым их внуком стал принц Вильгельм Прусский, будущий германский император Вильгельм II, который родился в 1859 году; последний внук, принц Мориц Баттенберг, родился в 1891 году. Также внуками британской четы были король Великобритании Георг V, российская императрица Александра Фёдоровна, греческая королева София, румынская королева Мария, испанская королева Виктория Евгения, королева Норвегии Мод, великий герцог Гессенский Эрнст Людвиг и шведская кронпринцесса Маргарита. Благодаря столь обширным родственным связям с царствующими домами Европы, королева Виктория имела прозвище «Бабушки Европы». Самую долгую жизнь прожила принцесса Алиса Олбани, в замужестве — графиня Атлонская. Она скончалась последней из внуков Виктории и Альберта в 1981 году в возрасте 97 лет. Второй сын Альфред и третья дочь королевы Елена имели мертворождённых сыновей. Ещё двое мальчиков, принц Александр Джон Уэльский и принц Гарольд Шлезвиг-Гольштейнский, умерли вскорости после рождения.
Принц Альберт умер в 1861 году в возрасте 42 лет, успев увидеть только двоих из 42 внуков — принца Вильгельма и принцессу Шарлотту Прусских. Виктория после смерти мужа облачилась в чёрное до конца жизни. Она скончалась в 1901 году в возрасте 81 года, успев застать рождение всех своих внуков и некоторых правнуков от старших детей. Королева пережила троих собственных детей: Алису (ум. в 1878 году), Леопольда (ум. в 1884 году) и Альфреда (ум. в 1900 году), а также ещё семи внуков, умерших в детстве или юности. Две пары внуков королевы заключили между собой браки: в 1888 году Ирена Гессен-Дармштадтская вышла замуж за Генриха Прусского, а в 1894 году брат Ирены великий герцог Гессенский Эрнст Людвиг женился на Виктории Мелите Эдинбургской. Первой среди 85 правнуков Виктории и Альберта была принцесса Феодора Саксен-Мейнингенская (1879—1945). Последний оставшийся в живых правнук королевы и принца-консорта, принц Карл Юхан Шведский, умер в 2012 году.
Младший сын королевы Виктории Леопольд болел гемофилией B, и две из её пяти дочерей, Алиса и Беатриса, были носителями. Среди потомков Виктории, страдавших от гемофилии, её правнуки российский царевич Алексей, Альфонсо, принц Астурийский, и Гонсало, испанский инфант. На сегодняшний день потомки британской королевы Виктории и её супруга занимают престолы Великобритании (в лице прапраправнука короля Карла III), Испании (в лице прапраправнука короля Филиппа VI), Дании (в лице прапраправнука короля Фредерика X), Швеции (в лице праправнука короля Карла XVI Густава) и Норвегии (в лице праправнука короля Харальда V). Филипп, герцог Эдинбургский, супруг королевы Елизаветы II, также являлся праправнуком королевы по женской линии.

## Дети королевы Виктории и принца Альберта
|  | Полное имя                      | Дата рождения  | Дата смерти     | Брак, дети, титулы |
|  | Виктория Аделаида Мария Луиза   | 21 ноября 1840 | 5 августа 1901  | С 1841 года носила титул Королевской принцессы Великобритании. 25 января 1858 года Виктория вышла замуж за принца Фридриха Прусского, ставшего в 1888 году германским императором и прусским королём под именем Фридриха III. В браке имели восемь детей, включая последнего германского императора Вильгельма II и греческую королеву Софию.                    |
|  | Альберт Эдуард                  | 9 ноября 1841  | 6 мая 1910      | С рождения носил титул герцога Корнуольского. В 1841 году получил титул принца Уэльского. 10 марта 1863 года вступил в брак с принцессой Александрой Датской. В браке родилось шесть детей, включая короля Великобритании Георга V и королеву Норвегии Мод. В 1901 году Эдуард стал королём Великобритании и Ирландии, императором Индии под именем Эдуарда VII. |
|  | Алиса Мод Мария                 | 25 апреля 1843 | 14 декабря 1878 | 1 июля 1862 вышла замуж за принца Людвига Гессенского, ставшего в 1877 году великим герцогом Гессенским Людвигом IV. В браке имели семь детей, включая последнюю императрицу России Александру Фёдоровну. |
|  | Альфред Эрнест Альберт          | 6 августа 1844 | 31 июля 1900    | С 1866 года носил титул герцога Эдинбургского. 23 января 1874 года женился на великой княжне Марии Александровне, в браке с которой родилось шесть детей, включая Марию, королеву Румынии. В 1894 году стал правящим герцогом Саксен-Кобург-Готским. |
|  | Елена Августа Виктория          | 25 мая 1846    | 9 июля 1923     | 5 июля 1866 года вступила в брак с принцем Кристианом Шлезвиг-Гольштейнским, от которого имела шесть детей. |
|  | Луиза Каролина Альберта         | 18 марта 1848  | 3 декабря 1939  | Вышла замуж 21 марта 1871 года за Джона Кемпбелла, 9-го герцога Аргайл, позже ставшего генерал-губернатора Канады, детей в браке не было. |
|  | Артур Уильям Патрик             | 1 мая 1850     | 16 января 1942  | С 1874 года носил титул герцога Коннаутского и Стратернского. Женился 13 марта 1879 года на принцессе Луизе Маргарите Прусской, с которой имел в браке трёх детей, включая шведскую кронпринцессу Маргариту. В 1911 году Артур стал генерал-губернатором Канады.                                                                                                 |
|  | Леопольд Георг Дункан Альберт   | 7 апреля 1853  | 28 марта 1884   | С 1881 года носил титул герцога Олбани. 27 апреля 1882 года женился на принцессе Елене Вальдек-Пирмонтской, в браке с которой родилось двое детей. |
|  | Беатриса Мария Виктория Феодора | 14 апреля 1857 | 26 октября 1944 | Вышла замуж 23 июля 1885 года за принца Генриха Баттенберга, от которого родила четырёх детей, включая королеву Испании Викторию Евгению. |

## Внуки и правнуки Виктории и Альберта

### Семья первой дочери Виктории
| Брак Виктории и Фридриха |                                                                           |                                                           |                                                                        | |
|                          | Имя                                                                       | Рождение                                                  | Смерть                                                                 | Брак и семья |
|                          | Виктория Аделаида Мария Луиза                                             | 21 ноября 1840 Букингемский дворец, Лондон                | 5 августа 1901 За́мок Фридрихсхоф, Кронберг, Гессен, Германская империя | Виктория была первенцем в семье королевы Виктории и принца Альберта. В семье девочка была известна под уменьшительным именем «Вики», а среди других родственников как «Тётя Вики». В 1841 году от своей матери она получила титул Королевской принцессы, присуждаемый старшей дочери британского монарха. В 1851 году принцесса впервые встретила своего будущего мужа принца Пруссии Фридриха (1831—1888), который был на 10 лет её старше. Фридрих был единственным сыном прусского короля и первого германского императора Вильгельма I и его супруги Августы Саксен-Веймар-Эйзенахской. 25 января 1858 года в Сент-Джеймсском дворце Виктория вышла замуж за Фридриха. Брак, заключённый по политическим мотивам, оказался весьма благополучным. Супруги имели восемь детей и 23 внука. Сыном старшей дочери британской королевы был последний германский император Вильгельм II, а дочерью — королева Греции София. В 1888 году Фридрих унаследовал престол, но процарствовал всего 99 дней и умер от рака горла. Виктория была опустошена смертью супруга и облачилась, подобно матери, во всё чёрное до конца своих дней. Виктория умерла в августе 1901 года, через семь месяцев после кончины своей царственной матери. Старшая дочь Виктории, принцесса Шарлотта, родила первую правнучку королевы Виктории, принцессу Феодору Саксен-Мейнингенскую (род. 1879); другая дочь Виктории, София, королева Греции, родила последнюю правнучку британской королевы — принцессу Екатерину Греческую (род. 1913). |
|                          | Фридрих III Вильгельм Николаус Карл, германский император, король Пруссии | 18 октября 1831 Новый дворец, Потсдам, Германская империя | 15 июля 1888 Новый дворец, Потсдам, Германская империя                 | Виктория была первенцем в семье королевы Виктории и принца Альберта. В семье девочка была известна под уменьшительным именем «Вики», а среди других родственников как «Тётя Вики». В 1841 году от своей матери она получила титул Королевской принцессы, присуждаемый старшей дочери британского монарха. В 1851 году принцесса впервые встретила своего будущего мужа принца Пруссии Фридриха (1831—1888), который был на 10 лет её старше. Фридрих был единственным сыном прусского короля и первого германского императора Вильгельма I и его супруги Августы Саксен-Веймар-Эйзенахской. 25 января 1858 года в Сент-Джеймсском дворце Виктория вышла замуж за Фридриха. Брак, заключённый по политическим мотивам, оказался весьма благополучным. Супруги имели восемь детей и 23 внука. Сыном старшей дочери британской королевы был последний германский император Вильгельм II, а дочерью — королева Греции София. В 1888 году Фридрих унаследовал престол, но процарствовал всего 99 дней и умер от рака горла. Виктория была опустошена смертью супруга и облачилась, подобно матери, во всё чёрное до конца своих дней. Виктория умерла в августе 1901 года, через семь месяцев после кончины своей царственной матери. Старшая дочь Виктории, принцесса Шарлотта, родила первую правнучку королевы Виктории, принцессу Феодору Саксен-Мейнингенскую (род. 1879); другая дочь Виктории, София, королева Греции, родила последнюю правнучку британской королевы — принцессу Екатерину Греческую (род. 1913). |

#### Дети Виктории и Фридриха
| Фото | Имя                                                                            | Рождение                          | Смерть                                      | Примечание |
| --- | ------------------------------------------------------------------------------ | --------------------------------- | ------------------------------------------- | --- |
| | Кронпринц Вильгельм, позже Вильгельм II, германский император и король Пруссии | 27 января 1859 Берлин, Пруссия    | 3 июля 1941 Дорн (Утрехт), Нидерланды       | Император с 15 июля 1888 года и до своего отречения 9 ноября 1918 года. |
| Женился в 1881 году на принцессе Августе Виктории Шлезвиг-Гольштейнской (1858—1921); 6 сыновей и 1 дочь: - Вильгельм (кронпринц Прусский) (1882—1951); - Эйтел, принц Прусский (1883—1942); - Адальберт, принц Прусский (1884—1948); - Август Вильгельм, принц Прусский (1887—1949); - Оскар, принц Прусский (1888—1958); - Иоахим, принц Прусский (1890—1920); - Виктория Луиза Прусская (1892—1980). | Кронпринц Вильгельм, позже Вильгельм II, германский император и король Пруссии | 27 января 1859 Берлин, Пруссия    | 3 июля 1941 Дорн (Утрехт), Нидерланды       | |
| Женился во второй раз (1922) на принцессе Гермине Рейсской (1887—1947), детей не было. | Кронпринц Вильгельм, позже Вильгельм II, германский император и король Пруссии | 27 января 1859 Берлин, Пруссия    | 3 июля 1941 Дорн (Утрехт), Нидерланды       | |
| | Принцесса Шарлотта                                                             | 24 июля 1860 Потсдам, Пруссия     | 19 октября 1919 Баден-Баден, Германия       | Вышла замуж (1878) за Бернарда III, герцога Саксен-Мейнингенского (1851—1928); 1 дочь: - Феодора Саксен-Мейнингенская (19 мая 1879 — 26 августа 1945) — первая правнучка королевы Виктории. |
| | Принц Генрих                                                                   | 14 августа 1862 Потсдам, Пруссия  | 20 апреля 1929 Хеммемарк, Германия          | Женился (1888) на Ирене Гессен-Дармштадтской (1866—1953), дочери его тёти принцессы Алисы; 3 сыновей: - принц Вальдемар (1889—1945); - принц Сигизмунд; - принц Генрих (1900—1904). |
| | Принц Сигизмунд                                                                | 15 сентября 1864 Потсдам, Пруссия | 18 июля 1866 Потсдам, Пруссия               | Умер от менингита. |
| | Принцесса Виктория                                                             | 12 апреля 1866 Потсдам, Пруссия   | 13 ноября 1929 Бонн, Германия               | Вышла замуж (1890) за принца Адольфа Шаумбург-Липпского (1859—1917); детей не было. |
| Вышла замуж во второй раз (1927) за Александра Зубкова; детей не было. | Принцесса Виктория                                                             | 12 апреля 1866 Потсдам, Пруссия   | 13 ноября 1929 Бонн, Германия               | |
| | Принц Вальдемар                                                                | 10 февраля 1868 Берлин, Пруссия   | 27 марта 1879 Потсдам, Пруссия              | Умер от дифтерии. |
| | Принцесса София, позже королева Греции                                         | 14 июля 1870 Берлин, Пруссия      | 13 января 1932 Франкфурт-на-Майне, Германия | Вышла замуж (1889) за короля Греции Константина I (1868—1923); 3 сына, 3 дочери: - принц Георг (1890—1947), позже король Греции Георг II; - принц Александр (1893—1920), позже король Греции Александр I; - принцесса Елена (1896—1982), позже королева Румынии; - принц Павел (1901—1964), позже король Греции Павел I; - принцесса Ирена (1904—1974); - принцесса Екатерина (1913—2007). |
| | Принцесса Маргарита                                                            | 22 апреля 1872 Потсдам, Пруссия   | 22 января 1954 Кронберг, Германия           | Вышла замуж (1893) за Фридриха, принца Гессенского (1868—1940), позже короля Финляндии (октябрь-ноябрь 1918); 6 сыновей: - принц Фридрих Вильгельм (1893—1916); - принц Максимилиан (1894—1914); - принц Филлип (1896—1980) и принц Вольфганг (1896—1989) (близнецы); - принц Кристоф (1901—1943) и принц Рихард (1901—1969) (близнецы).                                                   |

### Эдуард VII
Альберт Эдуард (1841—1910) — принц Уэльский, позже король Эдуард VII, женился на датской принцессе Александре 10 марта 1863 года. Супруги имели 3 сыновей (1 умер в детстве) и 3 дочерей, 7 внуков (1 умер в детстве) и 3 внучки. Сыном Эдуарда VII был король Георг V, отец королей Эдуарда VIII и Георга VI, дед королевы Елизаветы II.
Виктория → Эдуард VII → Георг V → Георг VI → Елизавета II
Дочерью Эдуарда VII была норвежская королева Мод, супруга Хокона VII, бабушка нынешнего короля Харальда V.
Виктория → Эдуард VII → Мод Уэльская → Олав V → Харальд V
| Брак Эдуарда, принца Уэльского и принцессы Датской Александры |                                                                                           |                                                                   |                                                    | |
|                                                               | Имя                                                                                       | Рождение                                                          | Смерть                                             | Брак и дети |
|                                                               | Альберт Эдуард, принц Уэльский, позже Эдуард VII, король Великобритании и император Индии | 9 ноября 1841 Букингемский дворец, Лондон                         | 6 мая 1910 Букингемский дворец, Лондон             | Брак состоялся 10 марта 1863 года; 3 сына и 3 дочери: (включая Георга V и Мод, королеву Норвегии); 7 внуков, 3 внучки (включая британских королей Эдуарда VIII и Георга VI и короля Норвегии Улафа V). Эдуард взошёл на трон после смерти матери 22 января 1901 года. Коронация новых монархов прошла 2 августа 1902 года. |
|                                                               | Принцесса Александра, позже Александра, королева Великобритании и императрица Индии       | 1 декабря 1844 Жёлтый дворец близ Амалиенборга, Копенгаген, Дания | 20 ноября 1925 Сандрингем, Норфолк, Великобритания | Брак состоялся 10 марта 1863 года; 3 сына и 3 дочери: (включая Георга V и Мод, королеву Норвегии); 7 внуков, 3 внучки (включая британских королей Эдуарда VIII и Георга VI и короля Норвегии Улафа V). Эдуард взошёл на трон после смерти матери 22 января 1901 года. Коронация новых монархов прошла 2 августа 1902 года. |

#### Дети Эдуарда VII и королевы Александры
|  | Имя                                         | Рождения                              | Смерть                              | Брак и дети |
|  | ------------------------------------------- | ------------------------------------- | ----------------------------------- | --- |
|  | Принц Альберт Виктор, герцог Кларенс        | 8 января 1864 Фрогмор-хаус, Виндзор   | 14 января 1892 Сандрингем, Норфолк  | Умер в возрасте 28 лет. |
|  | Георг, принц Уэльский, позже король Георг V | 3 июня 1865 Мальборо-хаус, Лондон     | 20 января 1936 Сандрингем, Норфолк  | Женился 6 июля 1893 года на принцессе Марии Текской, (26 мая 1867 — 24 марта 1953), позже королеве Марии; 5 сыновей, 1 дочь: - Эдвард, принц Уэльский (23 января 1894 — 24 апреля 1972), позже Эдуард VIII; - принц Альберт, герцог Йоркский (14 декабря 1895 — 6 февраля 1952), позже Георг VI, отец королевы Елизаветы II (21 апреля 1926 — 8 сентября 2022); - Мария, принцесса Великобритании и графиня Хервуд (25 апреля 1897 — 28 марта 1965); - Генри, герцог Глостерский (31 марта 1900 — 10 июня 1974); - Георг, герцог Кентский (20 декабря 1902 — 25 августа 1942); - Джон, принц Великобританский (12 июля 1905 — 19 января 1919). |
|  | Луиза, королевская принцесса                | 20 февраля 1867 Мальборо-Хаус, Лондон | 4 января 1931 Лондон                | Вышла замуж в 1889 году за Александра Даффа, 1-го герцога Файфа (1849—1912); 1 сын, 2 дочери: - Алистер Дафф, маркиз Макдуф (родился мёртвым в 1890 году); - Александра Файф (1891—1959); - Мод, графиня Саутеск (1893—1945). |
|  | Принцесса Виктория                          | 6 июля 1868 Мальборо-Хаус, Лондон     | 3 декабря 1935 Коппинс, Бакингемшир | Умерла незамужней. |
|  | Принцесса Мод, позже королева Норвегии      | 26 ноября 1869 Мальборо-Хаус, Лондон  | 20 ноября 1938 Лондон               | Вышла замуж в 1896 году за принца Карла Датского (1872—1957), позже короля Хокона VII (1905—1957); 1 сын: - принц Александр (1903—1991), позже король Улаф V (1957—1991). |
|  | Принц Александр Джон                        | 6 апреля 1871 Сандрингем, Норфолк     | 7 апреля 1871 Сандрингем, Норфолк   | Умер через день после рождения. |

### Алиса, великая герцогиня Гессенская и Рейнская
Принцесса Алиса Мод Мэри (1843—1878) — третий ребёнок и вторая дочь королевы. Вышла замуж за наследного великого герцога Гессенского и Рейнского Людвига IV (1837—1892) 1 июля 1862 года. В семье родилось двое сыновей (один болел гемофилией и умер в детстве) и 5 дочерей (младшая Мария умерла от дифтерии), позже последовали 15 внуков (двое умерли в молодом возрасте). 13 июля 1877 года супруги стали герцогом и герцогиней Гессенскими.
Дочь Алисы и Людвига Виктория вышла замуж за своего дальнего родственника принца Людвига Александра Баттенберга. В семье родилось четверо детей, среди которых была шведская королева Луиза и Алиса, мать мужа королевы Елизаветы II, Филиппа, герцога Эдинбургского.
Королева Виктория → принцесса Алиса → принцесса Виктория Гессенская → принцесса Алиса Греческая и Датская → принц Филипп, герцог Эдинбургский
Вторая дочь Алисы, принцесса Елизавета, вышла замуж за великого князя Сергея Александровича, сына российского императора Александра II. Детей супруги не имели. Была убита большевиками в 1918 году. Канонизирована Русской православной церковью в 1992 году.
Младшая дочь герцогской четы, принцесса Алиса сочеталась браком в 1894 году с российским императором Николаем II и стала последней русской царицей Александрой Фёдоровной. У них родилось 4 дочери и сын, который страдал гемофилией. Семья Николая II была расстреляна в Екатеринбурге в 1918 году. Вся семья была канонизирована Русской православной церковью в 2000 году.
Королева Виктория → принцесса Алиса → Алиса Гессенская (императрица Александра Фёдоровна)
Старший и единственный выживший сын супругов Эрнст-Людвиг стал великим герцогом Гессенским в 1892 году после смерти отца. В 1894 году он женился на своей двоюродной сестре принцессе Виктории Мелите Эдинбургской. В браке родился один ребёнок, принцесса Елизавета, которая умерла в 1903 году. В 1901 году брак распался. Эрнст женился во второй раз на немецкой принцессе Элеоноре Сольмс-Гогенсольмc-Лихской. В браке родилось 2 сына. Старший, Георг Донатус, женился на принцессе Греческой и Датской Сесилии, сестре герцога Эдинбургского. Семья старшего сына трагически погибла в 1937 году.
| Брак принцессы Алисы и Людвига IV Гессенского |                                                                                |                                                            |                                                 | |
|                                               | Имя                                                                            | Рождение                                                   | Смерть                                          | Брак и дети |
|                                               | Принцесса Алиса Великобританская                                               | 25 апреля 1843 Букингемский дворец, Лондон, Великобритания | 14 декабря 1878 Новый дворец, Дармштадт, Гессен | Вышла замуж 1 июля 1862 года в Осборн-хаусе за Людвига, наследного принца Гессенского; 2 сыновей, 5 дочерей (включая Александру, последнюю императрицу Российской империи); 9 внуков (1 мёртвый), 7 внучек (включая Луизу, королеву Швеции). |
|                                               | Принц Людвиг Гессенский, позже Людвиг IV, великий герцог Гессенский и Рейнский | 12 сентября 1837 Дармштадт, Гессен                         | 13 марта 1892 Дармштадт, Гессен                 | Вышла замуж 1 июля 1862 года в Осборн-хаусе за Людвига, наследного принца Гессенского; 2 сыновей, 5 дочерей (включая Александру, последнюю императрицу Российской империи); 9 внуков (1 мёртвый), 7 внучек (включая Луизу, королеву Швеции). |

#### Дети принцессы Алисы и Людвига IV Гессенского
| Портрет | Имя                                                                      | Рождение                                                 | Смерть                                                         | Брак и дети |
| --- | ------------------------------------------------------------------------ | -------------------------------------------------------- | -------------------------------------------------------------- | --- |
| | Виктория Гессен-Дармштадтская                                            | 5 апреля 1863 Виндзорский замок, Беркшир, Великобритания | 24 сентября 1950 Кенсингтонский дворец, Лондон, Великобритания | Вышла замуж в 1884 году за Людвига Александра Баттенберга (1854—1921), позже Людвига Маунтбеттена, 1-й маркиза Милфорд-Хейвена; 2 сына, 2 дочери: - принцесса Алиса (1885—1969), мать принца Филиппа, герцога Эдинбургского; - принцесса Луиза (1889—1965), позже королева Швеции; - принц Джордж (1892—1938), позже 2-й маркиз Милфорд-Хейвен; - принц Луис (1900—1979), позже 1-й граф Маунтбеттен Бирманский и вице-король Индии. |
| | Принцесса Елизавета Гессенская                                           | 1 ноября 1864 Гессен                                     | 18 июля 1918 Алапаевск, Россия                                 | Вышла замуж в 1885 году за Сергея Александровича Романова (1857—1905), детей не было. |
| | Принцесса Ирена Гессенская                                               | 11 июля 1866 Дармштадт, Гессен                           | 11 ноября 1953 Германия                                        | Вышла замуж в 1888 году за Генриха Прусского (1862—1929), своего двоюродного брата; 3 сына: - Вальдемар; - Сигизмунд; - Генрих (1900—1904). |
| | Эрнст Людвиг Гессенский, позже великий герцог Гессенский и Рейнский      | 25 ноября 1868 Дармштадт, Гессен                         | 9 октября 1937 Вольфсгартен, Ланген, Гессен                    | |
| Женился в первый раз в 1894 году на Виктории Мелите Эдинбургской (1876—1936); 1 сын, 1 дочь: - принцесса Елизавета (1895—1903); - младенец, родившийся мёртвым или умерший вскоре после рождения в 1900 году. Оба ребёнка умерли в детстве. Брак был расторгнут в 1901 году. | Эрнст Людвиг Гессенский, позже великий герцог Гессенский и Рейнский      | 25 ноября 1868 Дармштадт, Гессен                         | 9 октября 1937 Вольфсгартен, Ланген, Гессен                    | |
| Женился во второй раз в 1905 году на Элеоноре, принцессе Сольмс-Гогенсольмс-Лихской (1871—1937); 2 сына: - принц Георг Донатус (1906—1937); - принц Людвиг (1908—1968). | Эрнст Людвиг Гессенский, позже великий герцог Гессенский и Рейнский      | 25 ноября 1868 Дармштадт, Гессен                         | 9 октября 1937 Вольфсгартен, Ланген, Гессен                    | |
| | Фридрих, принц Гессенский                                                | 7 октября 1870 Дармштадт, Гессен                         | 29 мая 1873 Дармштадт, Гессен                                  | Страдал гемофилией и умер в детстве в результате несчастного случая. |
| | Принцесса Алиса Гессенская, позже императрица-консорт Российской империи | 6 июня 1872 Дармштадт, Гессен                            | 17 июля 1918 Екатеринбург, Россия                              | Вышла замуж в 1894 году за императора Российского Николая II (1872—1918); 1 сын, 4 дочери: - великая княжна Ольга Николаевна (1895—1918); - великая княжна Татьяна Николаевна (1897—1918); - великая княжна Мария Николаевна (1899—1918); - великая княжна Анастасия Николаевна (1901—1918); - цесаревич Алексей Николаевич (1904—1918). Вся семья Николая II была расстреляна в Екатеринбурге в 1918 году.                          |
| | Принцесса Мария Гессенская                                               | 24 мая 1874 Дармштадт, Гессен                            | 16 ноября 1878 Дармштадт, Гессен                               | Умерла в детстве от дифтерии. |

### Альфред, герцог Эдинбургский и Саксен-Кобург-Готский
Принц Альфред (1844—1900) — четвёртый ребёнок и второй сын королевы. Женился в 1874 году на единственной дочери императора Российского Александра II великой княжне Марии Александровне. Супруги имели 2 сыновей (1 мертворождённый) и 4 дочерей, 10 внуков и 8 внучек. Их дочь Мария в замужестве была королевой Румынии, ещё одна дочь, Виктория Мелита, была женой великого князя Кирилла Владимировича. Дочь королевы Румынии, Елизавета, стала королевой Греции, сын — королём Румынии Каролем II и отцом короля Михая I. Другая дочь Мария стала югославской королевой, супругой короля Александра I и матерью короля Петра II.
- Королева Виктория → принц Альфред → королева Мария → король Кароль II → король Михай I
- Королева Виктория → принц Альфред → королева Мария → королева Елизавета
- Королева Виктория → принц Альфред → королева Мария → королева Мария Югославская → король Пётр II

| Брак Альфреда, герцога Эдинбургского, и великой княгини Марии Александровны |                                                                         |                                                           |                                  | |
|                                                                             | Имя                                                                     | Рождение                                                  | Смерть                           | Брак и дети |
|                                                                             | Принц Альфред, позже герцог Саксен-Кобург-Готский и герцог Эдинбургский | 6 августа 1844 Виндзорский замок, Беркшир, Великобритания | 31 июля 1900 Кобург, Германия    | Женился 23 января 1874 года в Зимнем дворце; 2 сыновей (1 мертворождённый), 4 дочери (включая Марию, королеву Румынии); 10 внуков (1 мертворождённый), 8 внучек. |
|                                                                             | Мария Александровна, дочь императора Александра II.                     | 17 октября 1853 Царское село, Российская империя          | 24 октября 1920 Цюрих, Швейцария | Женился 23 января 1874 года в Зимнем дворце; 2 сыновей (1 мертворождённый), 4 дочери (включая Марию, королеву Румынии); 10 внуков (1 мертворождённый), 8 внучек. |

#### Дети Альфреда, герцога Эдинбургского, и великой княгини Марии Александровны
| Портрет | Имя                                                                 | Рождение                                    | Смерть                                      | Брак и дети |
| --- | ------------------------------------------------------------------- | ------------------------------------------- | ------------------------------------------- | --- |
| | Принц Альфред, позже наследный принц Саксен-Кобург-Готский          | 15 октября 1874 Букингемский дворец, Лондон | 6 февраля 1899 Мерано, Австрия              | Покончил жизнь самоубийством на 25-ю годовщину свадьбы родителей. Женат не был, детей не имел. |
| | Принцесса Мария, позже королева Румынии                             | 29 октября 1875 Иствелл Парк, Кент          | 18 июля 1938 Синая, Румыния                 | Вышла замуж в 1893 году за Фердинанда I (1865—1927), короля Румынии (1914—1927); 3 сына, 3 дочери: - кронпринц Кароль (1893—1953), позже король Кароль II (1930—40); - Елизавета Румынская (1894—1956), позже королева Греции; - Мария Румынская (1900—1961), позже королева Югославии; - принц Николай Румынский (1903—1978); - Илеана Румынская (1909—1991); - принц Мирча Румынский (1913—1916). |
| | Принцесса Виктория-Мелита, позже великая княгиня Виктория Фёдоровна | 25 ноября 1876 Дворец Сан-Антон, Мальта     | 2 марта 1936 Аморбах, Бавария               | Вышла замуж в первый раз в 1894 году за своего кузена Эрнста Людвига (1862—1937), великого герцога Гессенского (1892—1918); 1 мертворождённый сын, 1 дочь: - принцесса Елизавета (1895—1903). Брак распался в 1901 году. |
| Вышла замуж во второй раз в 1905 году за великого князя Кирилла Владимировича (1876—1938); 1 сын, 2 дочери: - Мария Кирилловна (1907—1951); - Кира Кирилловна (1909—1967); - Владимир Кириллович (1917—1992). | Принцесса Виктория-Мелита, позже великая княгиня Виктория Фёдоровна | 25 ноября 1876 Дворец Сан-Антон, Мальта     | 2 марта 1936 Аморбах, Бавария               | |
| | Принцесса Александра                                                | 1 сентября 1878 Розенау, Кобург             | 16 апреля 1942 Швебиш-Халль, Германия       | Вышла замуж в 1896 году за наследного принца Эрнста (позже — князя Эрнста II) Гогенлоэ-Лангенбургского (1863—1950); 2 сына, 3 дочери: - Готфрид Гогенлоэ-Лангенбургский (1897—1960); - Мария Мелита Гогенлоэ-Лангенбургская (1899—1967); - Александра Гогенлоэ-Лангенбургская (1901—1963); - Ирма Елена Гогенлоэ-Лангенбургская (1902—1986); - Альфред Гогенлоэ-Лангенбургский (16—18 апреля 1911). |
| | Мертворождённый сын                                                 | 13 октября 1879 Кент                        | 13 октября 1879 Кент                        | |
| | Принцесса Беатриса                                                  | 20 апреля 1884 Иствелл Парк, Кент           | 13 июля 1966 Санлукар-де-Баррамеда, Испания | Вышла замуж в 1909 году за принца Альфонсо Орлеанского, герцога Галлиерийского (1886—1975); 3 сына: - Альваро Антонио Фернандо (1910—1997), позже герцог Галлиерийский; - Альфонсо Мария Кристино (1912—1936); - Атаульфо Алехандро (1913—1974). |

### Елена Великобританская, принцесса Шлезвиг-Гольштейнская
Принцесса Елена (1846—1923) — третья дочь королевы. Вышла замуж за принца Кристиана Шлезвиг-Гольштейнского 5 июля 1866 года. В семье родилось 6 детей, двое из которых умерли в детстве.
| Брак принцессы Елены и принца Кристиана Шлезвиг-Гольштейнского |                                |                                         |                                      | |
|                                                                | Имя                            | Рождение                                | Смерть                               | Брак и дети |
|                                                                | Принцесса Елена                | 25 мая 1846 Букингемский дворец, Лондон | 9 июля 1923 Шомберг Хаус, Лондон     | Вышла замуж 5 июля 1866 года в Виндзорском замке; 4 сына (2 умерли в детстве), 2 дочери; одна незаконнорожденная внучка. |
|                                                                | Кристиан Шлезвиг-Гольштейнский | 22 января 1831 Августенборг, Дания      | 28 октября 1917 Шомберг Хаус, Лондон | Вышла замуж 5 июля 1866 года в Виндзорском замке; 4 сына (2 умерли в детстве), 2 дочери; одна незаконнорожденная внучка. |

#### Дети принцессы Елены и принца Кристиана Шлезвиг-Гольштейнского
| Портрет | Имя                                               | Рождение                                   | Смерть                               | Брак и дети |
| ------- | ------------------------------------------------- | ------------------------------------------ | ------------------------------------ | --- |
|         | Принц Кристиан Виктор Шлезвиг-Гольштейнский       | 14 августа 1867 Виндзорский замок, Беркшир | 29 октября 1900 Претория             | Умер в Южной Африке от малярии. Женат не был, детей нет. |
|         | Принц Альберт, позже герцог Шлезвиг-Гольштейнский | 28 февраля 1869 Фрогмор-хаус, Беркшир      | 13 марта 1931 Берлин                 | Никогда не был женат, но имел одну внебрачную дочь, Валерию Марию Шлезвиг-Гольштейнскую (1900—1953), от связи с баронессой Бертой Марией Верниц, которая умерла после рождения дочери. |
|         | Принцесса Елена Виктория                          | 3 мая 1870 Фрогмор-хаус, Беркшир           | 13 марта 1948 Беркли-Сквер, Лондон   | Умерла незамужней. |
|         | Принцесса Мария Луиза                             | 12 августа 1872 Камберленд Лодж, Беркшир   | 8 декабря 1956 Беркли-Сквер, Лондон  | Вышла замуж в 1891 году за принца Ариберта Ангальтского (1866—1933); детей не было. Развелись в 1900 году.                                                                             |
|         | Принц Гарольд Шлезвиг-Гольштейнский               | 12 мая 1876 Камберленд Лодж, Беркшир       | 20 мая 1876 Камберленд Лодж, Беркшир | Умер через несколько дней после рождения. |
|         | Мертворождённый сын                               | 7 мая 1877                                 | 7 мая 1877                           | |

### Луиза Великобританская, герцогиня Аргайлская
Принцесса Луиза (1848—1939) — четвёртая дочь королевы. Принцесса вышла замуж 21 марта 1871 года за сэра Джона Дугласа Сатерленда Кэмпбелла, который был наследным герцогом Аргайлским. Детей в браке не было.
| Брак принцессы Луизы и сэра Джона Кэмпбелла |                                                                                              |                                           |                                              | |
|                                             | Имя                                                                                          | Рождение                                  | Смерть                                       | Брак |
|                                             | Принцесса Луиза                                                                              | 18 марта 1848 Букингемский дворец, Лондон | 3 декабря 1939 Кенсингтонский дворец, Лондон | Вышла замуж 21 марта 1871 года. Детей не было. Её муж стал герцогом Аргайлским в 1900 году, с 1878 по 1883 годы был генерал-губернатором Канады. |
|                                             | Джон Кэмпбелл, маркграф Лорне, позже генерал-губернатор Канады, позже 9-й герцог Аргайлский. | 6 августа 1845 Лондон                     | 2 мая 1914 остров Уайт                       | Вышла замуж 21 марта 1871 года. Детей не было. Её муж стал герцогом Аргайлским в 1900 году, с 1878 по 1883 годы был генерал-губернатором Канады. |

### Артур, герцог Коннаутский
Принц Артур (1850—1942) женился на прусской принцессе Луизе Маргарите (1860—1917) 13 марта 1879 года в церкви Святого Георгия в Виндзоре. В семье родилось двое дочерей и сын. В марте 1911 года он был назначен королём Георгом V генерал-губернатором Канады.
Его дочь Маргарита Коннаутская вышла замуж за кронпринца Шведского Густава и родила ему пятерых детей, среди которых был следующий кронпринц Густав, погибший во время правления отца. У него был сын Карл, который сейчас является королём Швеции Карлом XVI Густавом. Её единственная дочь, принцесса Ингрид, вышла замуж за короля Дании Фредерика IX и была матерью королевы Дании Маргрете II и королевы Греции Анны-Марии.
- Королева Виктория → принц Артур → Маргарита Коннаутская → принц Густав Адольф → Карл XVI Густав
- Королева Виктория → принц Артур → Маргарита Коннаутская → принцесса Ингрид → Маргрете II Датская и Анна-Мария Греческая

| Брак Артура, герцога Коннаутского, и принцессы Луизы Маргариты Прусской |                                                                           |                                |                                    |                                                                                                   |
|                                                                         | Имя                                                                       | Рождение                       | Смерть                             | Брак и дети                                                                                       |
|                                                                         | Принц Артур, герцог Коннаутский и Стратернский, генерал-губернатор Канады | 1 мая 1850 Букингемский дворец | 16 января 1942 Суррей              | Женился 13 марта 1879 года; 1 сын, 2 дочери; 6 внуков, 1 внучка (включая Ингрид, королеву Дании). |
|                                                                         | Луиза Маргарита Прусская                                                  | 25 июля 1860 Потсдам           | 14 марта 1917 Кларенс-хаус, Лондон | Женился 13 марта 1879 года; 1 сын, 2 дочери; 6 внуков, 1 внучка (включая Ингрид, королеву Дании). |

#### Дети принца Артура, герцога Коннаутского, и принцессы Луизы Маргариты Прусской
| Портрет | Имя                                                                       | Рождение                          | Смерть                       | Брак и дети |
| ------- | ------------------------------------------------------------------------- | --------------------------------- | ---------------------------- | --- |
|         | Маргарита Коннаутская                                                     | 15 января 1882 Суррей             | 1 мая 1920 Стокгольм, Швеция | Вышла замуж в 1905 году за принца Густава Адольфа Шведского (1882—1973), позже короля Густава VI Адольфа (1950—1973); 4 сына, 1 дочь: - Густав Адольф, герцог Вестерботтенский (1906—1947), отец короля Карла XVI Густава; - принц Сигвард Бернадотт, граф Висборгский (1907—2002); - принцесса Ингрид Шведская (1910—2000), позже королева Дании, мать королевы Маргрете II и королевы Греции Анны-Марии; - Бертиль, герцог Халландский (1912—1997); - принц Карл Юхан (1916—2012), последний правнук королевы Виктории. |
|         | Артур Коннаутский, генерал-губернатор Южно-Африканского Союза (1920—1924) | 13 января 1883 Виндзорский замок  | 21 сентября 1938 Лондон      | Женился в 1913 году на принцессе Александре, герцогине Файф (1891—1959); 1 сын: - Аластер (1914—1943), позже 2-й герцог Коннаутский. |
|         | Патриция Коннаутская, позже леди Патриция Рамзей                          | 17 марта 1886 Букингемский дворец | 12 января 1974 Суррей        | Вышла замуж в 1919 году за адмирала Александра Рамзея (1881—1972); 1 сын: - Александр Рамзей (1919—2000). |

### Леопольд, герцог Олбани
Принц Леопольд (1853—1884) женился на Елене Вальдек-Пирмонтской (1861—1922) в часовне Святого Георгия Виндзорского замка 27 апреля 1882 года. В браке родилось двое детей: Алиса и Карл Эдуард. Леопольд страдал от гемофилии, унаследованной им от матери, и умер в результате несчастного случая.
Его дочь, принцесса Алиса, в 1904 году вышла замуж за принца Александра Текского, младшего брата королевы Марии Текской, и стала графиней Атлонской, когда её мужу был присвоен титул графа Атлонского в июне 1917 года. Она скончалась в возрасте 97 лет, став одной из долгожительниц британской королевской семьи. Принцесса Алиса также была самой долгоживущей из урождённых британских принцесс и последней из остававшихся в живых внуков королевы Виктории.
Сын Леопольда, Карл Эдуард, появился на свет уже после смерти отца, при рождении унаследовав его титул герцога Олбани. В 1900 году Карл Эдуард наследовал своему дяде Альфреду как герцог Саксен-Кобург-Готский, но в 1918 году был вынужден отказаться от этого титула и сопутствующих владений вследствие революции в Германии. В ходе Первой мировой войны принц выступил на стороне Германии, из-за чего в 1915 году был лишён звания рыцаря ордена Подвязки, а в 1919 году по акту парламента Великобритании и всех своих британских титулов.
По линии своей старшей дочери, принцессы Сибиллы Саксен-Кобург-Готской, Карл Эдуард является дедом ныне здравствующего короля Швеции Карла XVI Густава Бернадота.
- Королева Виктория → принц Леопольд → принц Карл Эдуард → принцесса Сибилла Саксен-Кобург-Готская → король Карл XVI Густав

| Брак Леопольда, герцога Олбани, и принцессы Елены Вальдек-Пирмонтской |                               |                                           |                                             |                                                                          |
|                                                                       | Имя                           | Рождение                                  | Смерть                                      | Брак и дети                                                              |
|                                                                       | Принц Леопольд, герцог Олбани | 7 апреля 1853 Букингемский дворец, Лондон | 28 марта 1884 Канны, Франция                | Свадьба состоялась 27 апреля 1882 года; 1 сын, 1 дочь 5 внуков, 3 внучки |
|                                                                       | Елена Вальдек-Пирмонтская     | 17 февраля 1861 Арользен, Вальдек         | 1 сентября 1922 Хинтеррисс, Тироль, Австрия | Свадьба состоялась 27 апреля 1882 года; 1 сын, 1 дочь 5 внуков, 3 внучки |

#### Дети Леопольда, герцога Олбани, и принцессы Елены Вальдек-Пирмонтской
|  | Имя                                                                  | Рождение                                   | Смерть                                      | Брак и дети |
|  | -------------------------------------------------------------------- | ------------------------------------------ | ------------------------------------------- | --- |
|  | Принцесса Алиса позже графиня Атлонская                              | 25 февраля 1883 Виндзорский замок, Беркшир | 3 января 1981 Кенсингтонский дворец, Лондон | Вышла замуж в 1904 году за принца Александра Текского (1874—1957), позже Александра Кембриджа, 1-го графа Атлонского, генерал-губернатора Южно-Африканского Союза и Канады; 2 сына, 1 дочь: - принцесса Мэй (1906—1994) - принц Руперт (1907—1928) - принц Морис (март-сентябрь 1910) |
|  | Принц Карл Эдуард, герцог Олбани, позже герцог Саксен-Кобург-Готский | 19 июля 1884 Клэрмонт-хаус, Суррей         | 6 марта 1954 Кобург, Германия               | Женился в 1905 году на принцессе Виктории Аделаиде Шлезвиг-Гольштейнской (1885—1970); 3 сына, 2 дочери: - наследный принц Иоганн Леопольд (1906—1972) - принцесса Сибилла (1908—1972), позже шведская принцесса и мать короля Швеции Карла XVI Густава - принц Губерт (1909—1943) - принцесса Каролина Матильда (1912—1983) - принц Фридрих (1918—1998) ¶ Последний герцог Саксен-Кобург-Готский (1900—1918). Лишён титула герцога Олбани в 1919 году. В 1935 году вступил в национал-социалистическую партию и в ряды СА. Депутат Рейхстага (1937—1945). |

### Беатриса Великобританская
Принцесса Беатриса вышла замуж за Генриха Баттенберга 23 июля 1885 года в церкви Святой Милдрит в Виппингеме (близ Осборн-хауса) на острове Уайт. В браке родилось трое сыновей и одна дочь: Александр, Виктория Евгения (позже королева Испании), Леопольд и Мориц. Ныне здравствующий король Испании Филипп VI является пра-правнуком принцессы Беатрисы.
- Королева Виктория → принцесса Беатриса → принцесса Виктория Евгения Баттенберг (королева Испании) → инфант Хуан, граф Барселонский → король Хуан Карлос I → король Филипп VI

| Брак принцессы Беатрисы и принца Генриха Баттенберга |                    |                                            |                                                                               | |
|                                                      | Имя                | Рождение                                   | Смерть                                                                        | Брак и дети                                                                                           |
|                                                      | Принцесса Беатриса | 14 апреля 1857 Букингемский дворец, Лондон | 26 октября 1944 Брентридж-парк, Западный Суссекс                              | Свадьба состоялась 23 июля 1885 года; 3 сына, 1 дочь 5 внуков (один из них мертворождённый), 3 внучки |
|                                                      | Генрих Баттенберг  | 5 октября 1858 Милан, Италия               | 20 января 1896 на борту крейсера «Блонд», близ Сьерра-Леоне (Западная Африка) | Свадьба состоялась 23 июля 1885 года; 3 сына, 1 дочь 5 внуков (один из них мертворождённый), 3 внучки |

#### Дети принцессы Беатрисы Великобританской и принца Генриха Баттенберга
|  | Имя                                                                               | Рождение                                             | Смерть                                                | Брак и дети |
|  | --------------------------------------------------------------------------------- | ---------------------------------------------------- | ----------------------------------------------------- | --- |
|  | Принц Александр Баттенберг, позже сэр Александр Маунтбеттен, 1-й маркиз Карисбрук | 23 ноября 1886 Виндзорский замок, Беркшир            | 23 февраля 1960 Кенсингтонский дворец, Лондон         | В 1917 году принц Александр стал называться сэр Александр Маунтбеттен. 7 ноября 1917 года он был пожалован титулами маркиза Карисбрука, графа Беркхамстеда и виконта Лонстона. Женился В 1917 году на леди Ирен Денисон (1890—1956); одна дочь: - леди Айрис Маунтбеттен (1920—1982). |
|  | Принцесса Виктория Евгения Баттенберг, позже королева Испании                     | 24 октября 1887 замок Балморал, Абердиншир Шотландия | 15 апреля 1969 Лозанна, Швейцария                     | Вышла замуж в 1906 году за короля Альфонсо XIII Испанского (1886—1931); 5 сыновей, 2 дочери: - Альфонсо, принц Астурийский (1907—1938), - инфант Хайме, герцог Сеговии (1908—1975), - инфанта Беатрис (1909—2002), - инфант Фернандо (1910), мертворождённый, - инфанта Мария Кристина (1911—1996), - инфант Хуан, граф Барселонский (1913—1993); претендент на испанский престол, отец Хуана Карлоса I, - инфант Гонсало (1914—1934), гемофилик, скончавшийся вследствие ран, полученных в автокатастрофе. |
|  | Принц Леопольд Баттенберг, позже лорд Леопольд Маунтбеттен                        | 21 мая 1889 Виндзорский замок, Беркшир               | 23 апреля 1922 Кенсингтонский дворец, Лондон          | Как и его старший брат, он отказался от титула принца Баттенберга и стал называться сэр Леопольд Маунтбеттен на том основании, что он был рыцарем Большого креста Королевского Викторианского ордена. В соответствии с ещё одним королевским указом в сентябре 1917 года ему были предоставлены звание и статус младшего сына маркиза, и он стал лордом Леопольдом Маунтбеттеном. Он страдал от гемофилии и умер неженатым и бездетным.                                                                     |
|  | Принц Мориц Баттенберг                                                            | 3 октября 1891 замок Балморал, Абердиншир Шотландия  | 27 октября 1914 Зоннебеке, Западная Фландрия, Бельгия | Погиб в битве при Ипре в ходе Первой мировой войны. Он был последним внуком королевы Виктории и принца Альберта. |